# فلوريان شتادلر
فلوريان شتادلر (بالألمانية: Florian Stadler)‏ (و. 1973  م) هو ممثل، وممثل أفلام، وممثل مسرحي ألماني، ولد في آوغسبورغ.

## وصلات خارجية
- فلوريان ستادلر على موقع IMDb (الإنجليزية)
- فلوريان ستادلر على موقع ألو سيني (الفرنسية)
- فلوريان ستادلر على موقع أول موفي (الإنجليزية)
- فلوريان ستادلر على موقع كينوبويسك (الروسية)